# 佐々木みき
佐々木 みき（ささき みき、1976年12月15日 - ）は、元女子バレーボール選手。元・北海道大谷室蘭高等学校女子バレーボール部監督。株式会社エール所属。

## 来歴
北海道室蘭市出身。中学校1年生よりバレーボールを始め、1990年さわやか杯で全国強化選手、翌年の同大会でオリンピック有望選手に選ばれる。登別大谷高校では春高バレー、インターハイに出場し、1993年世界ユース選手権準優勝、1994年アジアジュニア選手権準優勝を経験した。
1995年、ダイエーオレンジアタッカーズ入団。1997年第4回Vリーグの優勝に貢献、その後オレンジアタッカーズを経て1999年、東洋紡オーキスに移籍。2000年第7回Vリーグ優勝・ベスト6に輝いた。
2001年、パイオニアレッドウイングスに移籍し、2003年第10回Vリーグでの初優勝に貢献し、最高殊勲選手賞・最多得点・ベスト6に輝き同年全日本代表に復帰。2004年アテネオリンピック出場も果たした。
2007年4月、Vリーグ出場試合が内田役子、多治見麻子と共に女子選手歴代4位の232試合（当時）となり、リーグ40回大会を記念し創設された、『Vリーグ特別表彰制度』で長期活躍選手として特別表彰された。
2011年6月にパイオニアを退部。9月6日に、トルコ2部リーグのチェルケツコイへ移籍するとマネジメント会社が発表したが、翌10月に契約解除を受けたと発表された。トルコへは単身で渡ったが、手違いからアパートを借りて貰えずホテル暮らしが続き、給料も出ないという状況で毎日泣いていたという。このままでは病気になると思っていた際に、外国人が一度に解雇され、結局2ヵ月半で退団。ドバイ経由で帰国した。
その後現役を引退。バレーボール教室などを展開してきたが、2013年10月に故郷である室蘭市の北海道大谷室蘭高校（旧・室蘭大谷高校=母校の登別大谷高校と統合して現校名に）女子バレーボール部のコーチに就任した。コーチ就任当時のインタビューにて、北海道ベスト16まで行ったため、次はベスト8を目標と語った。また、声がかかればコーチ業をまっとうしつつ、現役復帰の意思もあるとも語っていた。2017年度からは監督に昇格し、同年度の第70回全日本バレーボール高等学校選手権大会に出場。3回戦まで進んだ。

## プレースタイル
高さとパワーあるスパイクが武器のウイングスパイカー。特にバックアタックの破壊力は日本で一二を争う威力である。強烈なスパイクをもちながらも、体調が崩れない限り安定したパフォーマンスを発揮し、サーブレシーブもこなせる面を持ち合わせ、日本チームの得点源として活躍した。

## 人物・エピソード
- 現役時代は独特の中性的（あるいは男性的）なルックスから熱烈な女性ファンが非常に多かった。
- ダイエー時代に背番号「00」をつけて以来、Vリーグでは一貫して背番号を0番台にしている（東洋紡・パイオニアでは0番）。

## 所属チーム
- 御前水中
- 登別大谷高等学校
- ダイエーオレンジアタッカーズ（1995-1999年）
- 東洋紡オーキス（1999-2001年）
- パイオニアレッドウイングス（2001-2011年）
- チェルケツコイ（2011年）

## 球歴
- 全日本代表 - 1997-1999年、2003-2004年
- 全日本代表としての主な国際大会出場歴
  - オリンピック - 2004年
  - 世界選手権 - 1998年
  - ワールドカップ - 1999年、2003年

## 受賞歴
- 1996年 - 第3回Vリーグ 新人賞
- 2000年 - 第7回Vリーグ ベスト6
- 2003年 - 第10回Vリーグ 最高殊勲選手賞、最多得点、ベスト6
- 2004年 - 第11回Vリーグ ベスト6
- 2007年 - 2006-07プレミアリーグ Vリーグ栄誉賞